# Minuartia bilykiana
Minuartia bilykiana är en nejlikväxtart som beskrevs av Michail Klokov. Minuartia bilykiana ingår i släktet nörlar, och familjen nejlikväxter. Inga underarter finns listade i Catalogue of Life.